# Tour de France 2020/9. Etappe
Die 9. Etappe der Tour de France 2020 fand am 6. September 2020 statt. Die 154 Kilometer lange Bergetappe startete in Pau auf 170 m Höhe und endete in Laruns auf etwa 488 m Höhe. Die Fahrer absolvierten insgesamt 3500 Höhenmeter. Auf die Etappe folgte ein Ruhetag in Charente-Maritime.
Im Sprint einer fünfköpfigen Spitzengruppe gewann Tadej Pogačar (UAE Team Emirates) vor Primož Roglič (Jumbo-Visma), Marc Hirschi (Sunweb), Egan Bernal (Ineos Grenadiers) und Mikel Landa (Bahrain-McLaren). Nach umkämpftem Etappenbeginn war Hirschi der erste Fahrer dessen Attacke erfolgreich war: Er konnte sich am Col de la Hourcère, einem Anstieg der 1. Kategorie, absetzen und hatte zwischenzeitlich einen Vorsprung von fast fünf Minuten auf die Gruppe der Favoriten. Nachdem das Team Jumbo-Visma den Abstand verkürzt hatte, attackierten Pogačar, Roglič, Bernal und Landa am letzten Berg, Col de Marie Blanque (km 135, 1. Kategorie). Die Verfolger holten Hirschi 1700 Meter vor dem Ziel nach über 90 Kilometer Alleinfahrt ein. Roglič übernahm das Gelbe Trikot des Gesamtführenden von Adam Yates, der 54 Sekunden verlor. Hirschi wurde mit der Roten Rückennummer ausgezeichnet.

## Zeitbonifikationen
| Zeitbonus am Col de Marie Blanque nach 135,5 km auf 1027 m Höhe | Zeitbonus am Col de Marie Blanque nach 135,5 km auf 1027 m Höhe |
| Fahrer                                                          | Zeitbonus                                                       |
| --------------------------------------------------------------- | --------------------------------------------------------------- |
| 1. Marc Hirschi (SUN)                                           | 8 Sekunden                                                      |
| 2. Primož Roglič (TJV)                                          | 5 Sekunden                                                      |
| 3. Tadej Pogačar (UAE)                                          | 2 Sekunden                                                      |

| Zeitbonus am Etappenziel in Laruns nach 154 km auf 488 m Höhe | Zeitbonus am Etappenziel in Laruns nach 154 km auf 488 m Höhe |
| Fahrer                                                        | Zeitbonus                                                     |
| ------------------------------------------------------------- | ------------------------------------------------------------- |
| 1. Tadej Pogačar (UAE)                                        | 10 Sekunden                                                   |
| 2. Primož Roglič (TJV)                                        | 6 Sekunden                                                    |
| 3. Marc Hirschi (SUN)                                         | 4 Sekunden                                                    |

## Punktewertung
| Zwischensprint in Arette nach 99 km auf 334 m |                    |                              |         |
| 1.                                            | Schweiz            | Marc Hirschi (SUN)           | 20 Pkt. |
| 2.                                            | Spanien            | Omar Fraile (AST)            | 17 Pkt. |
| 3.                                            | Frankreich         | David Gaudu (FDJ)            | 15 Pkt. |
| 4.                                            | Spanien            | Jonathan Castroviejo (INS)   | 13 Pkt. |
| 5.                                            | Deutschland        | Lennard Kämna (BOH)          | 11 Pkt. |
| 6.                                            | Italien            | Davide Formolo (UAE)         | 10 Pkt. |
| 7.                                            | Kolumbien          | Daniel Felipe Martínez (EF1) | 9 Pkt.  |
| 8.                                            | Frankreich         | Warren Barguil (FVC)         | 8 Pkt.  |
| 9.                                            | Italien            | Matteo Trentin (CCC)         | 7 Pkt.  |
| 10.                                           | Osterreich         | Felix Großschartner (BOH)    | 6 Pkt.  |
| 11.                                           | Belgien            | Wout van Aert (TLJ)          | 5 Pkt.  |
| 12.                                           | Niederlande        | Robert Gesink (TLJ)          | 4 Pkt.  |
| 13.                                           | Niederlande        | Tom Dumoulin (TLJ)           | 3 Pkt.  |
| 14.                                           | Vereinigte Staaten | Sepp Kuss (TLJ)              | 2 Pkt.  |
| 15.                                           | Schweiz            | Michael Schär (CCC)          | 1 Pkt.  |

| Etappenziel in Laruns nach 153 km auf 495 m |                        |                          |         |
| 1.                                          | Slowenien              | Tadej Pogačar (UAE)      | 20 Pkt. |
| 2.                                          | Slowenien              | Primož Roglič (TLJ)      | 17 Pkt. |
| 3.                                          | Schweiz                | Marc Hirschi (SUN)       | 15 Pkt. |
| 4.                                          | Kolumbien              | Egan Bernal (INS)        | 13 Pkt. |
| 5.                                          | Spanien                | Mikel Landa (TBM)        | 11 Pkt. |
| 6.                                          | Niederlande            | Bauke Mollema (TFS)      | 10 Pkt. |
| 7.                                          | Frankreich             | Guillaume Martin (COF)   | 9 Pkt.  |
| 8.                                          | Frankreich             | Romain Bardet (ALM)      | 8 Pkt.  |
| 9.                                          | Australien             | Richie Porte (TFS)       | 7 Pkt.  |
| 10.                                         | Kolumbien              | Rigoberto Uran (EF1)     | 6 Pkt.  |
| 11.                                         | Kolumbien              | Nairo Quintana (ARK)     | 5 Pkt.  |
| 12.                                         | Italien                | Damiano Caruso (TBM)     | 4 Pkt.  |
| 13.                                         | Spanien                | Alejandro Valverde (MOV) | 3 Pkt.  |
| 14.                                         | Ecuador                | Richard Carapaz (INS)    | 2 Pkt.  |
| 15.                                         | Vereinigtes Konigreich | Adam Yates (MTS)         | 1 Pkt.  |

## Bergwertungen
| Côte d′Artiguelouve Kategorie 4 nach 9,5 km auf 268 m 2 km bei 4,3 % |            |                        |        |
| 1.                                                                   | Frankreich | Benoît Cosnefroy (ALM) | 1 Pkt. |

| Col de la Hourcère Kategorie 1 nach 69,0 km auf 1440 m 11,1 km bei 8,8 % |            |                              |         |
| 1.                                                                       | Schweiz    | Marc Hirschi (SUN)           | 10 Pkt. |
| 2.                                                                       | Spanien    | Omar Fraile (AST)            | 8 Pkt.  |
| 3.                                                                       | Frankreich | David Gaudu (FDJ)            | 6 Pkt.  |
| 4.                                                                       | Frankreich | Warren Barguil (FVC)         | 4 Pkt.  |
| 5.                                                                       | Spanien    | Jonathan Castroviejo (SKY)   | 2 Pkt.  |
| 6.                                                                       | Kolumbien  | Daniel Felipe Martínez (EF1) | 1 Pkt.  |

| Col de Soudet Kategorie 3 nach 78 km auf 1540 m 3,8 km bei 8,5 % |            |                    |        |
| 1.                                                               | Schweiz    | Marc Hirschi (SUN) | 2 Pkt. |
| 2.                                                               | Frankreich | David Gaudu (FDJ)  | 1 Pkt. |

| Col d’Ichère Kategorie 3 nach 115,5 km auf 674 m 4,2 km bei 7,0 % |            |                    |        |
| 1.                                                                | Schweiz    | Marc Hirschi (SUN) | 2 Pkt. |
| 2.                                                                | Frankreich | David Gaudu (FDJ)  | 1 Pkt. |

| Col de Marie Blanque Kategorie 1 nach 135,0 km auf 1035 m 7,7 km bei 8,6 % |            |                     |         |
| 1.                                                                         | Schweiz    | Marc Hirschi (SUN)  | 10 Pkt. |
| 2.                                                                         | Slowenien  | Primož Roglič (TLJ) | 8 Pkt.  |
| 3.                                                                         | Slowenien  | Tadej Pogačar (UAE) | 6 Pkt.  |
| 4.                                                                         | Spanien    | Mikel Landa (TBM)   | 4 Pkt.  |
| 5.                                                                         | Kolumbien  | Egan Bernal (SKY)   | 2 Pkt.  |
| 6.                                                                         | Frankreich | Romain Bardet (ALM) | 1 Pkt.  |

## Ausgeschiedene Fahrer
- Fabio Aru (UAD): DNF
- Steff Cras (LTS): DNF